# Хосров-хан Кашкай
Хосров-хан Кашкай (перс. خسرو قشقایی‎; 1921 — 1 октября 1982) — иранский политик кашкайского происхождения. Был известен как кашкайский националист и противник династии Пехлеви. Историк Марк Дж. Гасиоровски описывает его как «ярого проамериканца».

## Биография
Хосров-хан Кашкай присоединился к Демократической партии Ахмада Кавама после ее создания и был избран в парламент на выборах 1947 года. На следующий срок был избран в парламент как независимый кандидат, и во время 17-го срока присоединился к фракции Национального движения после выборов 1952 года. После того, как в 1953 году произошел государственный переворот, Хосров-хан был вынужден отправиться в ссылку, которая длилась с 1954 по 1979 год, когда произошла иранская революция.
Имел тесные связи с Центральным разведывательным управлением (ЦРУ) в 1950-е годы, а его криптоним был «SDROTTER/4». Связи с американской разведкой снова восстановил в 1978 году, а в январе 1979 года посетил Госдепартамент. После возвращения в Иран регулярно встречался с офицерами ЦРУ в Тегеране, прося помощи у них в создании газеты, но ЦРУ не увидело в этом смысла и, скорее всего, отклонило это предложение. Вместо этого оно призвало Хосров-хана продолжать «полномасштабную политическую деятельность» и укреплять связи с различными игроками, чтобы собирать разведданные и оказывать на них влияние.
На парламентских выборах 1980 года Хосров-хан выиграл при поддержке Национального фронта. Однако ему не позволили стать депутатом из-за его американских связей.
Был арестован после президентских выборов 1980 года, когда студенты-мусульмане, последователи Хомейни, опубликовали документы, касающиеся его связей с американцами. Он сбежал из тюрьмы и бежал в провинцию Фарс, чтобы организовать вооруженных соплеменников для мятежа, который был подавлен Корпусом стражей исламской революции, а сам Хосров-хан был вновь арестован в апреле и казнен 1 октября 1982 года.